# Фондо (станция метро, Барселона)
Фондо (кат. Fondo) — пересадочная станция Барселонского метрополитена, расположенная на линиях 1 и 9N. На линии 1 является конечной. Станция расположена в одноимённом районе города Санта-Колома-де-Граменет.

## Линия 1
Открытие платформы линии 1 состоялось 18 февраля 1992 года в ходе продления на один перегон от станции "Санта Колома", и с того момента по настоящее время станция является конечной на линии.
Станция имеет две прямые боковые платформы длиной 99 метров каждая.
В середине каждой платформы расположен переход на линию 9N.

### Путевое развитие
Несмотря на то, что станция является конечной на своей линии, за станцией отсутствуют оборотные тупики. Оборот поездов производится по перекрёстному пошёрстному съезду, расположенном в тоннеле в сторону станции "Санта-Колома", а поезда отправляются в сторону станции "Санта-Колома" с обеих платформ.
Два тупиковых пути, расположенных в противоположном тоннеле, используют в основном для отстоя составов.

## Линия 9N
Открытие платформы линии 9N состоялось 13 декабря 2009 года в составе пускового участка линии 9 от станции "Кан Пешауэт" до станции "Кан Зам", в этот же день открылась пересадка на станцию линии 1.

### Конструкция

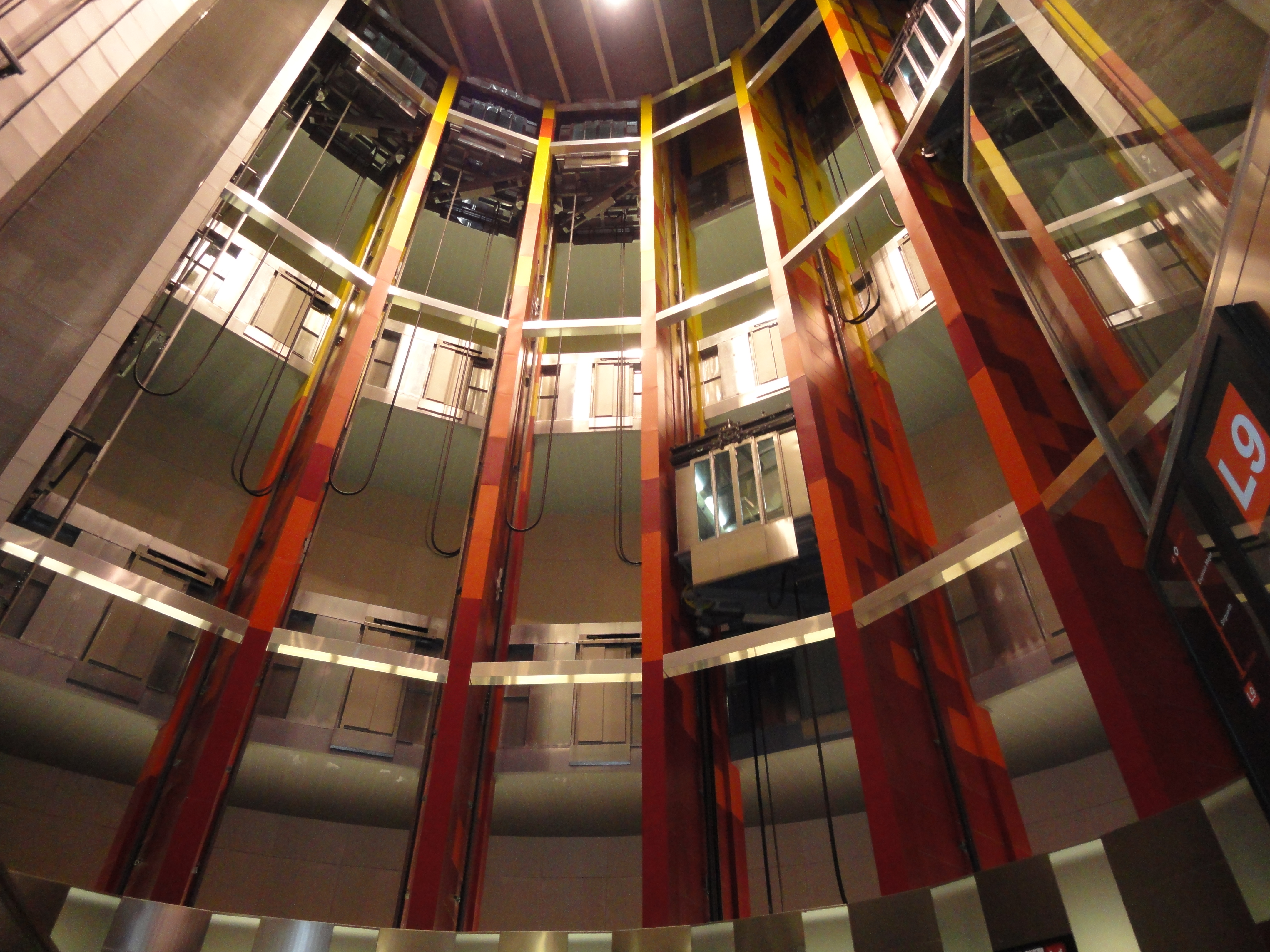
Вертикальный тоннель, отделяющий вестибюль станции от платформы

Станция является двухъярусной, и состоит из двух платформ длиной 101,1 метра каждая. На верхний ярус прибывают поезда в сторону станции "Ла-Сагрера", на нижнюю — в сторону станции "Кан Зам".
Станционный комплекс находится на глубине 48,73 метра от поверхности. К платформе ведёт вертикальный тоннель (на фото слева), в котором расположено 8 лифтов, из которых 2 — для маломобильных пассажиров, а остальные 6 — для обычных пассажиров.
На станции установлены платформенные раздвижные двери.

### Путевое развитие
За станцией, по направлению к станции "Эсглесиа Мажор", расположен оборотный тупик, для въезда в который от нижнего пути находится ответвление.

## Перспективы
В дальнейшем, от станции линии 1 планируется продление линии на юг, в город Бадалона, до станции "Бадалона Помпеу Фабра", с созданием на последней пересадки на одноимённую станцию линии 2, а впоследствии — до железнодорожного вокзала города Бадалоны.